# ديفيد بوريل
ديفيد بوريل (بالإنجليزية: David Burrell)‏ هو مترجم أمريكي، ولد في 16 أغسطس 1933 في آكرون في الولايات المتحدة.